# サルト人

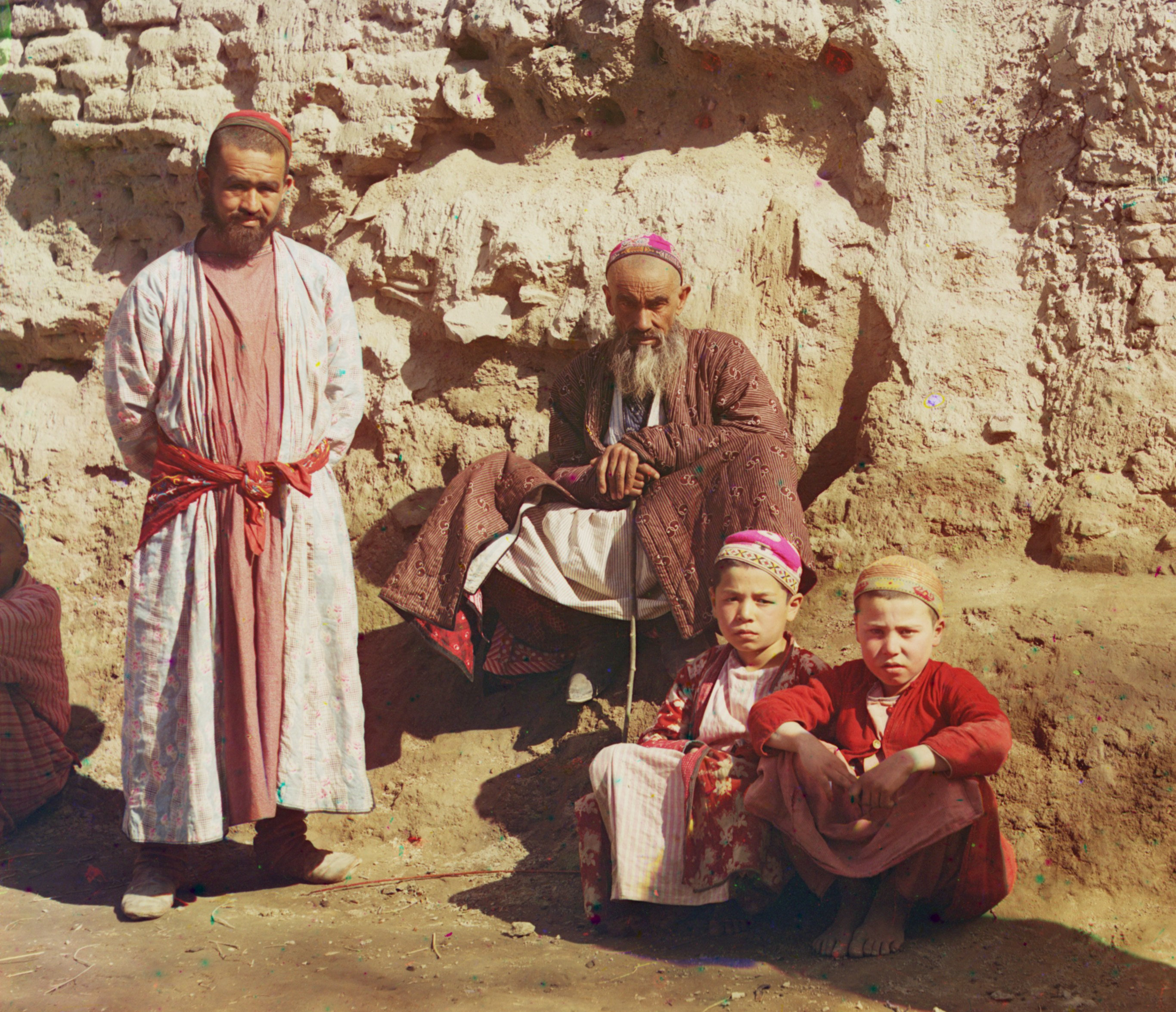
壁の前に佇む2人のサルト人男性と2人のサルト人の少年。1905年～1915年頃にセルゲイ・プロクジン＝ゴルスキーが撮影。

サルト人（ペルシア語: سرت Sart、ロシア語: Сарты、ウズベク語: Sartlar / Сартлар）は、中央アジアの定住民を指した歴史上の民族名称。特定の民族集団を指す名称ではなく、中央アジアの定住民一般を指して用いられた呼称であり、地域や時代によって指す対象は変遷した。

## サルトの語源
サルトは、サンスクリット語で商人やキャラバン隊長を指す「サールタヴァーハ Sārthavāha」に由来し、遊牧民が都市住民を指して使った呼称に起源を持つと考えられている。
「サルト」の呼称が最初に使われ出した時期は、定住民のウイグル人やソグド人を指して使われた、8世紀から9世紀ごろであると考えられている。文献上の最初の用例は、1070年のテュルク語による『クタドゥグ・ビリク』とされる。同書において、「サルト」は、カシュガルの定住民を指して使われており、この時代の用例で、サルトがイラン系、テュルク系のムスリム定住民の総称として使われていたことが分かる。
13世紀にはじまるにモンゴル時代には、モンゴル語やテュルク語で中央アジア方面をサルタウル Sarta'ul またはサルタグル Sartaγul などと呼んでいる。チンギス・カンの中央アジア遠征以降もホラズム・シャー朝の支配地域全般を指し、この地域の住民はサルタクタイ Sartaqtai と呼んでいた。14世紀はじめのラシードゥッディーンの『集史』では、チンギス・カンが、テュルク系ムスリムであるカルルク族のアルスラン・ハンに対して「ハン」の称号を改める換わりに「サルタクタイ」 Sartaqtai の称号を与えたと書かれている。『集史』でも「サルタクタイ」は、タージークと同義であるとしている。
また『元朝秘史』巻六によると、のちのチンギス・カンことテムジンらモンゴル勢がオン・ハン、イルカ・セングン率いるケレイト王国に敗れバルジュナ湖畔に逼塞していた時、オングト部族の王アラクシ・ディギト・クリの使者としてアサン・サルタクタイ（「アサンというサルタク人」の意味）という人物と出会い、その後勢力を盛り返してケレイト王国を打倒している。この「アサンというサルタク人」は『集史』などに出てくるチンギス・カンの中央アジア遠征で活躍していたハサン・ハージーという人物と同一とする説が有力で、彼はシルダリヤ川中流のスグナクの出身だったと伝えられている。『元朝秘史』のこの部分ではサルタクタイ（撒舌児塔黒台 Sartaqtai ）を「名字的回回」と説明しており、モンゴル帝国、元朝においては「回回」はタージーク（イラン系ムスリム）やムスリム一般の意味とされていたので『集史』での説明とも重なる。

## ティムール朝成立後の用例
一方で、14世紀のティムール朝の時代から、「サルト」の用例は徐々に変化していった。ティムール朝期の著名な文人であるアリーシール・ナヴァーイーは、イラン系言語を「サルト語 Sart tili」、その話者を「サルト人 Sart Ulusi」と呼び、同様にバーブルも、アンディジャンのテュルク系住民と区別して、マルギランの住民を「サルト」と呼んでいる。こうしたことから、チャガタイ語を使うティムール朝期の都市文化においては、イラン系言語の話者が「サルト」と呼ばれていたことが分かる。また、バーブルはカーブルの住民についても同様に「サルト」の呼び名を使っている。
しかし、16世紀のシャイバーニー朝のウズベク人による支配が始まると、「サルト」の用法も大きく変わった。遊牧ウズベクは、キプチャク系テュルク語を話す半遊牧民集団である自分自身を「ウズベク」、先住民であるカルルク系テュルク語を話すオアシス定住民を「サルト」と呼び、両者を明確に区別した。遊牧ウズベクが定住化した後も、遊牧ウズベクの子孫を「ウズベク」、そうでない者を「サルト」とする語用法は根強く残った。また、この時代から、これまで定住民を指す同義語として使われてきた「サルト」と「タジク」が、異なる集団を指す用語として意識されるようになり、それぞれ前者はカルルク系テュルク語の話者を、後者はペルシア語の話者を指す用語として使われるようになっていった。

## 帝政ロシア征服後の用例
19世紀に中央アジアがロシア帝国の植民地となると、ロシア人の間でも、「サルト」は、トルキスタンの住民を指す一般的な呼称として広く用いられるようになった。19世紀のロシア帝国の文献では、「サルト」は、フェルガナ、タシケント、チムケント、シルダリヤ州南部のテュルク系住民（およびサマルカンド、ブハラ周辺の住民の一部）を指す用語として使われた。
ロシアの東洋学者の間でも、「サルト」の語源について多くの議論がなされた。バルトリドは、「サルト」の起源を遊牧民による定住民に対する呼称であるとし、一方で、オストロウモフは、「サルト」は民族集団ではなく、職能集団であるとした。
こうした用語の混乱から、1897年に行われたロシア帝国のセンサスでは、フェルガナ州では人口の大半がサルト人で占められた一方、隣接するサマルカンド州では、サルト人は少数派となり、ウズベク人が大半を占める結果となった。こうしたことから、ロシア帝国における「サルト」と「ウズベク」の区分はたいへん曖昧なものであったといえる。
ロシア革命後の1924年に、ソビエト政権は、「サルト」の呼称を植民地支配の残滓であるとして廃止しただけでなく、これまで「ウズベク」や「サルト」と呼ばれてきた中央アジアのテュルク系定住民を全て「ウズベク」として識別し、新たな「ウズベク民族」を創生した。その一方、新生のウズベク・ソビエト社会主義共和国では、従来の「サルト語」であるカルルク系テュルク語が「ウズベク語」という名前で公用語となった。